# Etterbeek
Ne doit pas être confondu avec Itterbeek.
Etterbeek ([etœʁbek]  ; prononcé en néerlandais : [ˈɛtərˌbeːk] ) est l'une des dix-neuf communes bilingues situées dans la Région de Bruxelles-Capitale en Belgique.
Elle est voisine de la ville de Bruxelles et des communes d'Ixelles, Auderghem, Woluwe-Saint-Pierre, Woluwe-Saint-Lambert et Schaerbeek. Au 1er janvier 2024, Etterbeek compte 49 775 habitants, ce qui représente une densité de 15 701,89 hab./km2.

## Géographie

### Communes limitrophes
| Bruxelles | Schaerbeek | Woluwe-Saint-Lambert |
| Ixelles   | Etterbeek  | Woluwe-Saint-Pierre  |
| Ixelles   | Ixelles    | Auderghem            |

## Toponymie
Il s'agit de la fixation toponymique d'un nom de ruisseau (hydronyme), selon un processus assez courant (cf. toponymes en -beek). En l'occurrence, Etterbeek est appellation locale du Maelbeek. 
L'Etterbeek est quant-à-lui attesté sous les formes Iatrebache en 1127 ; Ietrebecca en 1138 ; Jetrebecce ; Jetterbeka en 1221 ; Jetterbeca en 1223. 
Cette formation hydronymique de type flamand est caractéristique de l'Europe germanique, mais aussi d'une partie de l'Europe romane, où le germanique *bakiz a pu évoluer sous diverses formes (cf. noms en -bach, -bec(q), -bais, etc.). La forme *baki « ruisseau », propre au germanique occidental, dont procède le vieux bas francique à l'origine de l'ancien néerlandais, explique la terminaison -beek. Le premier élément Etter- est plus obscur, c'est pourquoi Maurits Gysseling ne s'est pas prononcé sur son origine, mais il correspond au néerlandais etter « pus », issu de l'ancien néerlandais *ēttar / eitir, lui-même du germanique occidental *aitr, d'où le sens global possible de « ruisseau purulant, sale ». Dans ce cas on se trouve en présence d'un quasi-homonyme du type hydronymique pangermanique *Fūlbakiz répandu aussi bien en Scandinavie (Fulebæk), qu'en Allemagne (Faulbach), en Belgique (Vuylbeek), en Angleterre (Fulbeck), qu'en Normandie (Foulbec) et qui signifie « ruisseau puant, putride, sale, impur ». cf. aussi les Merderet, Merdereau de type roman.
Remarque : le journaliste Jean-Jacques Jespers a aussi proposé une remotivation par le néerlandais de racines hypothétiques pré-latines, d'origine indo-européennes.

## Histoire

### Origines
Le village d'Etterbeek, situé au sud-est de la ville de Bruxelles, se développa le long du Maelbeek, important ruisseau qui prenait sa source dans le bois de la Cambre et traversait une vallée relativement profonde (le long des actuelles rue Gray, rue du Maelbeek et chaussée d'Etterbeek) en formant plusieurs étangs (dont ceux d'Ixelles, du parc Léopold et du square Marie-Louise) pour se jeter ensuite dans la Senne au sud de la gare de Schaerbeek. Le paysage d'Etterbeek reste bien rural jusqu'au XIXe siècle, avec champs, étangs et forêts. Le village est entouré de trois bois faisant partie, au Moyen Âge, de la forêt de Soignes : le « Linthoutbosch », le « Me(l)sdaelbosch » et le « Solbosch ».
La première mention du village remonte à l'an 966 (Iatrebache), dans un diplôme de l'empereur Otton I, d'où on a la confirmation de l'existence d'une église, dépendant de l'abbaye de Nivelles. On ne sait pas clairement où se situait le noyau originaire du village - soit près du domaine d'Eggevoorde, au confluent du Maelbeek et du Broebelaar, soit le long de la vallée du Broebelaar (qui suivait la rue Louis Hap, de la place Saint-Pierre à la place Jourdan), soit au hameau Oud Geleeg (entre parc Léopold et parc du Cinquantenaire).
En 1127, on trouve Ietrebecca dans une décision de l'évêque de Cambrai, qui octroie un prêtre « résident » à la paroisse. L'église Sainte-Gertrude (actuelle place Van Meyel), ainsi qu'une ferme (démolie vers 1870 lors de l'aménagement de la rue du Clocher), sont sous l'autorité de la Collégiale Sainte-Gudule, mais l'abbaye de Nivelles (sous tutelle des ducs de Brabant) continue d'y lever les dîmes. En 1295 le duc Jean II de Brabant accorde aux échevins de la Ville de Bruxelles le droit de percevoir l'accise sur la bière brassée à Etterbeek.

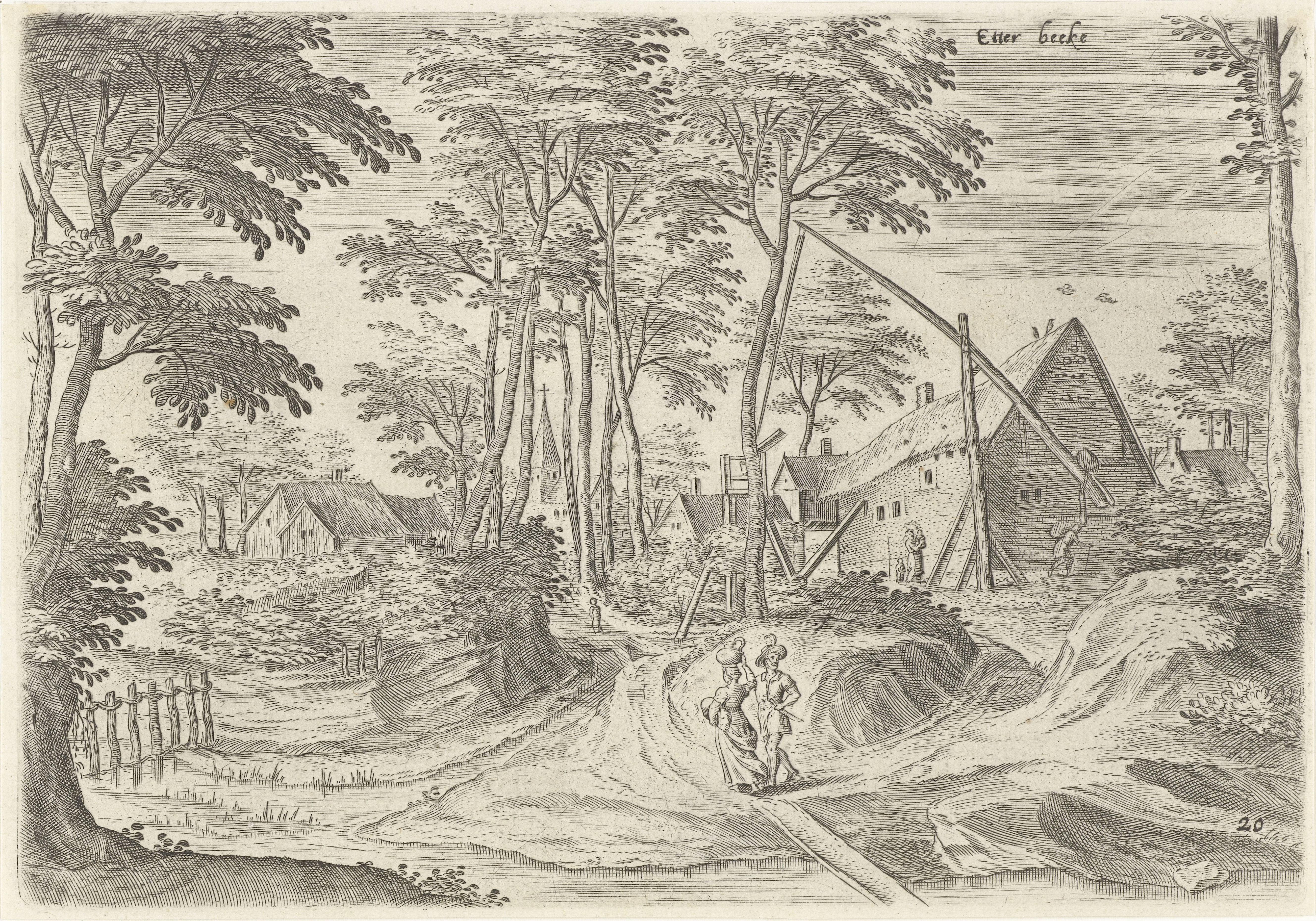
Esquisse d'Etterbeek par Hans Collaert, circa 1530-1580.

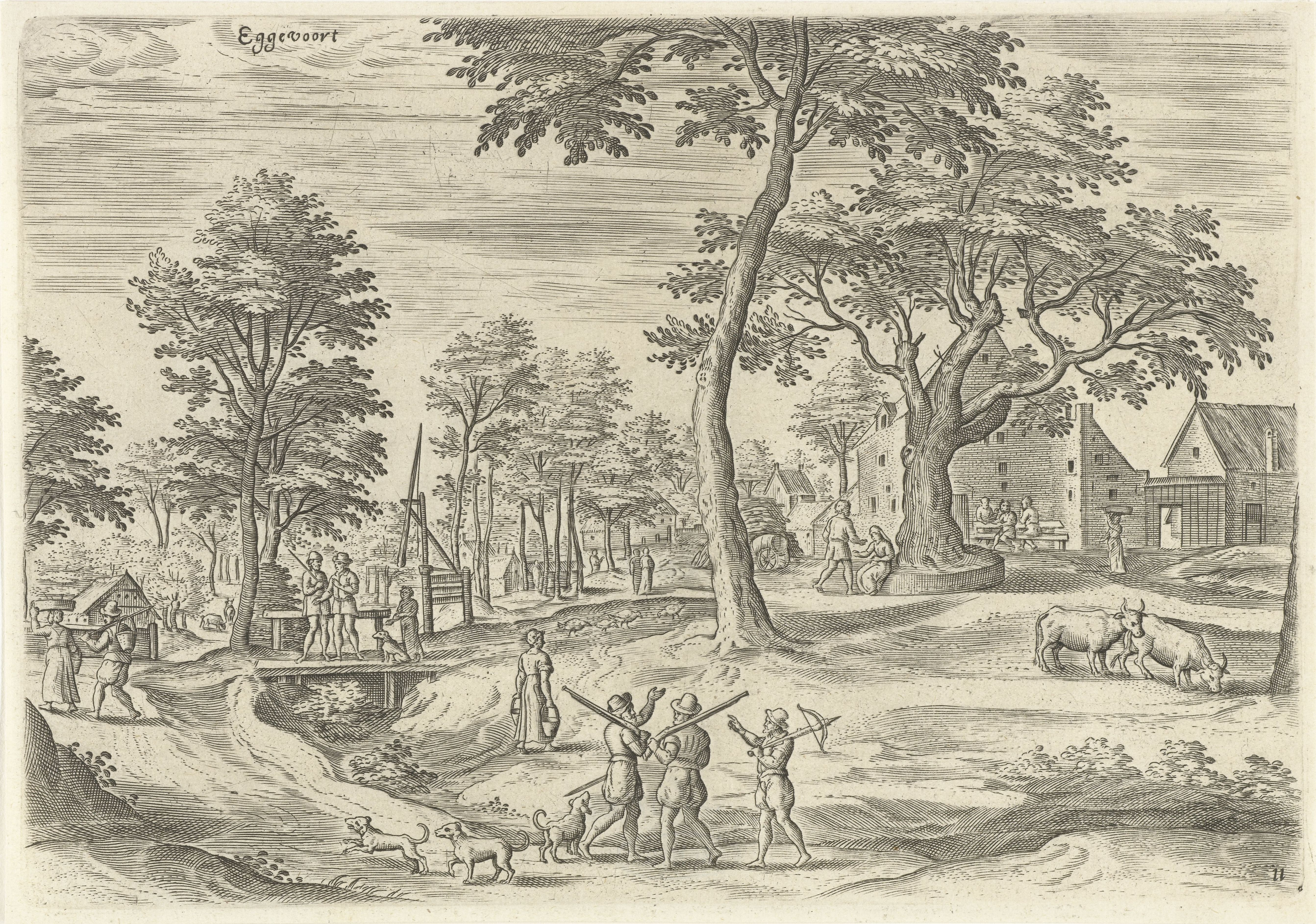
Esquisse d'Eggevoort par Hans Collaert, circa 1530-1580.

En 1435, on recense vingt-sept habitations (fermes) à Etterbeek, avant qu'en 1489 le hameau soit ravagé et pillé par les troupes du duc Albert III de Saxe, en guerre avec les villes flamandes. En 1559 Etterbeek relève du nouvel archevêché de Malines, et est ensuite dévastée à nouveau par les Iconoclastes en 1580. La population d'Etterbeek était alors principalement concentrée le long des actuelles chaussée d'Etterbeek, chaussée Saint-Pierre et rue De Mot. Une maison de plaisance occupait l'emplacement de l'actuel parc Félix Hap au XVIe siècle. La chapelle de « Onze-Lieve-Vrouw-Huysken » se trouvait au hameau de la Chasse Royale, territoire faisant partie du domaine royal, près du croisement de la Kapellestraet (actuelle rue Général Henry) et du chemin menant à Overijse (actuelle chaussée de Wavre). Une deuxième chapelle fut érigée pour les habitants d'Eggevoorde en 1619, au carrefour des actuelles rue Gray et chaussée de Wavre.
Depuis le XIVe siècle, Etterbeek relevait probablement de la juridiction de l'échevinage ducal de Watermael, celui-ci étant à son tour de la compétence de la commune de Rhode.
Le premier registre paroissial des naissances remonte à l'année 1601.
L'année suivante les ducs Albert et Isabelle font capter les eaux du Maelbeek et du Broebelaer afin d'alimenter les cuisines et les jardins du Palais du Coudenberg, via une tour hydraulique située à Saint-Josse. En 1627, la chaussée de Wavre est pavée, et l'année suivante une gilde de tireurs à l'arc est établie, et placée sous le patronage de saint Sébastien.
Etterbeek était traversée par de très anciennes voies de communication rurales. Les deux principales étaient le chemin menant à Overijse, reliant la porte de Namur à ce village du Brabant (actuelle chaussée de Wavre), et la Bes(s)emstraet (actuelle chaussée Saint-Pierre). Ces deux artères se rencontraient à hauteur de l'actuelle place Jourdan pour se rattacher à un chemin parallèle au Maelbeek, qui se dirigeait vers Saint-Josse-ten-Noode et la porte de Louvain (chaussée d'Etterbeek). La Bes(s)emstraet était probablement aussi le chemin le plus court entre le palais du Coudenberg (place Royale) et le château de Tervueren, bâti en 1200 et relié à la ville par plusieurs artères passant par Etterbeek, telles que le Princewege, la Boschstraet (actuelles rue Gérard et rue Bâtonnier Braffort) ou la chaussée de Tervueren (section de l'actuelle chaussée de Wavre), facilement accessible via la chaussée d'Etterbeek, créée à la fin des années 1720 à l'emplacement du chemin menant à Overijse. Ces voies de communication permettaient également à la Cour de se rendre à la chasse dans les bois d'Etterbeek et des environs. Vers 1750, Charles Alexandre de Lorraine fit encore tracer deux autres allées sur le territoire d'Etterbeek, les « drèves de Lorraine », à travers le Linthoutbosch et le Me(l)sdaelbosch.

### Baronnie

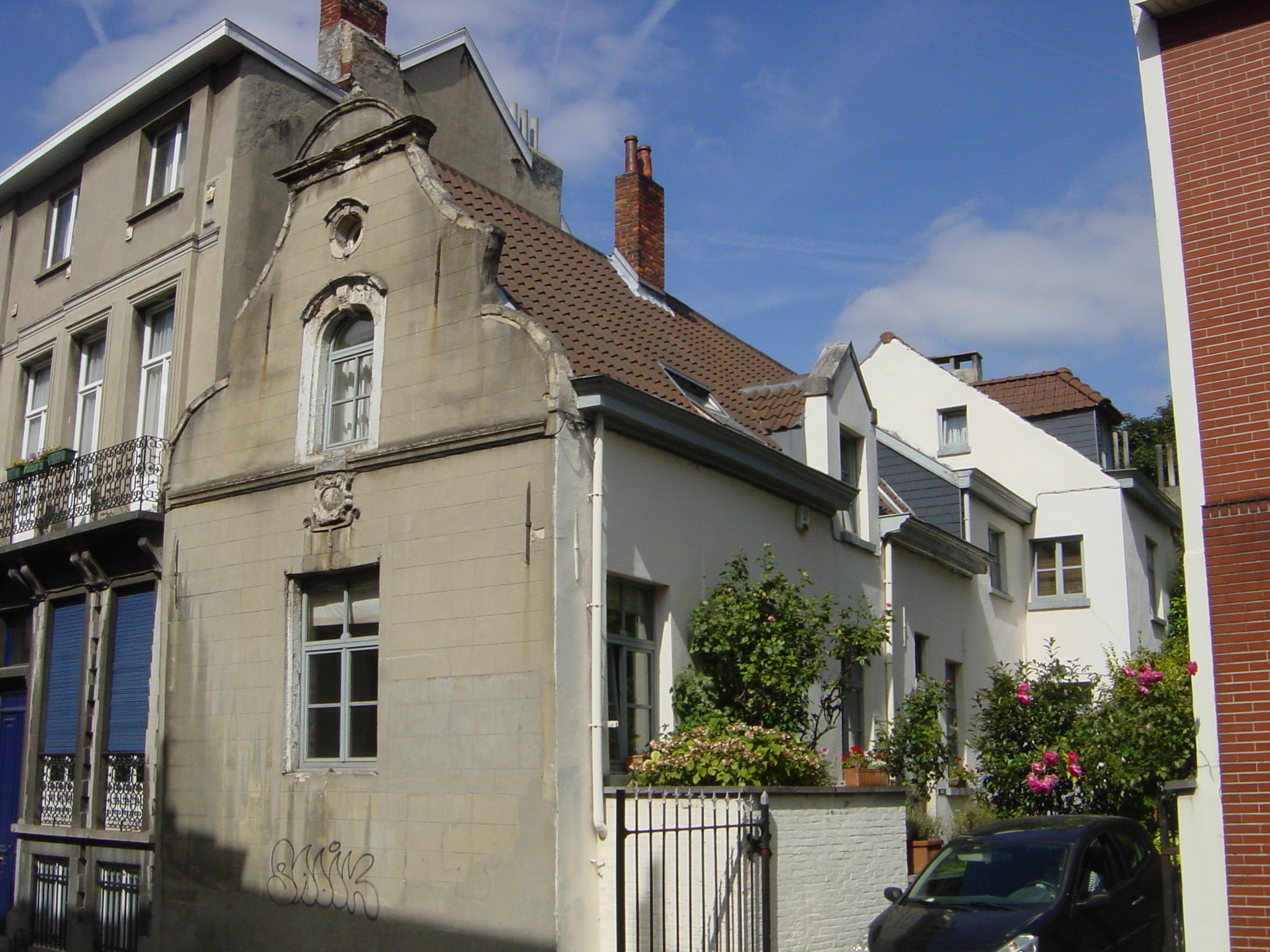
Maison de la Baronnie (1680).

Il faudra ensuite attendre 1673 pour que la seigneurie, jusque-là dépendant du chef-mayeur de Rhodes, soit émancipée. Le roi Charles II d'Espagne érige alors Etterbeek en baronnie, qu'il cède à Don Diego Enriquez de Castro, son neveu, trésorier général des armées des Pays-Bas. Le premier baron d'Etterbeek introduisit la charge de drossard et le village reçut son propre bourgmestre ainsi que cinq échevins. Un pied-à-terre de la Baronnie, en réalité une exploitation agricole, est bâti en 1680, dont une partie survit au 56-58 de la chaussée Saint-Pierre, classée comme Monument historique en 1976 ; une autre maison du XVIe siècle se situe au no 458 de la chaussée de Wavre.
En 1686, Etterbeek compte 350 habitants et une vingtaine de bâtiments, dont plusieurs brasseries et auberges (elles seront 31 en 1724). Le village était bien un but de promenade pour les citadins bruxellois. Un moulin-à-vent au hameau de la Chasse, près de l'actuelle rue Joseph Buedts, est bâti en 1689. L'auberge « Moriaan », le plus célèbre, abrite en outre les prémices d'un Conseil communal et donc d'une première Maison communale, jusqu'en 1862.
Depuis 1750 sur la Place Van Meyel, une église remplace la chapelle dédiée à Sainte-Gertrude.
Les descendants du baron de Castro vendirent, en 1767, à un certain Pieter Cluydts l'entièreté du domaine qui revint deux ans plus tard à l'État. En 1770, la famille Posschier exploite une ferme au no 51 de la chaussée Saint-Pierre. Etterbeek apparait sur la carte militaire des Pays-Bas autrichiens, dressée par le Comte Joseph de Ferraris, avec ses étangs (35 en 1804), le Maelbeek (ruisseau), le Broebelaer et le (futur) domaine et château Hap. Etterbeek est aussi siège d'une manufacture de porcelaine de 1787 à 1803.

### Commune

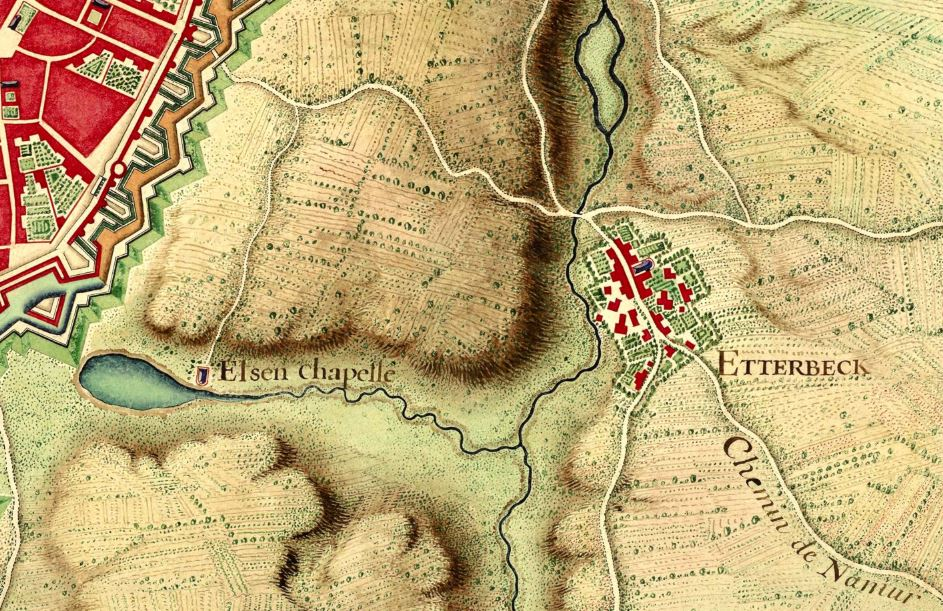
Etterbeek en 1700.

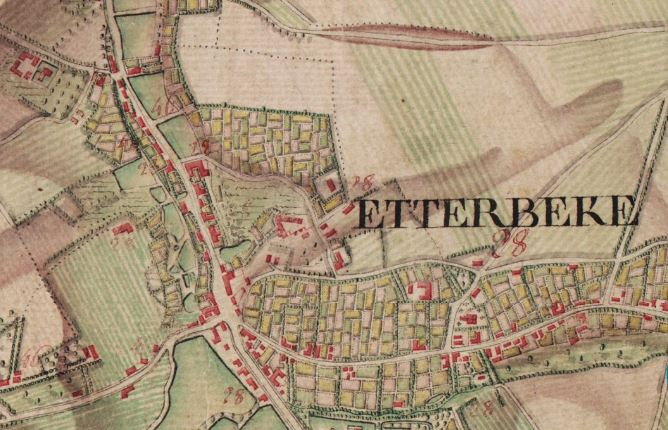
Etterbeek en 1777 (carte de Ferraris).

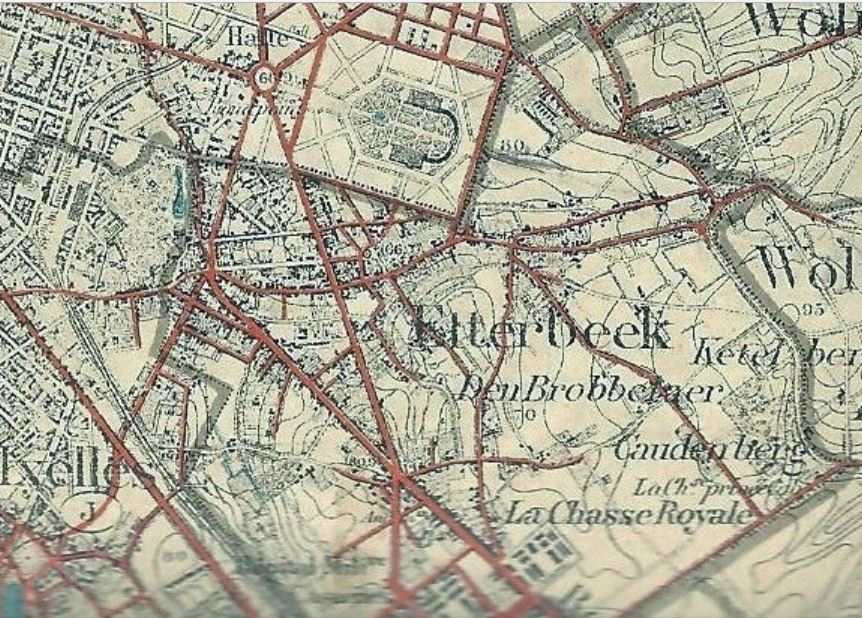
Etterbeek en 1891.

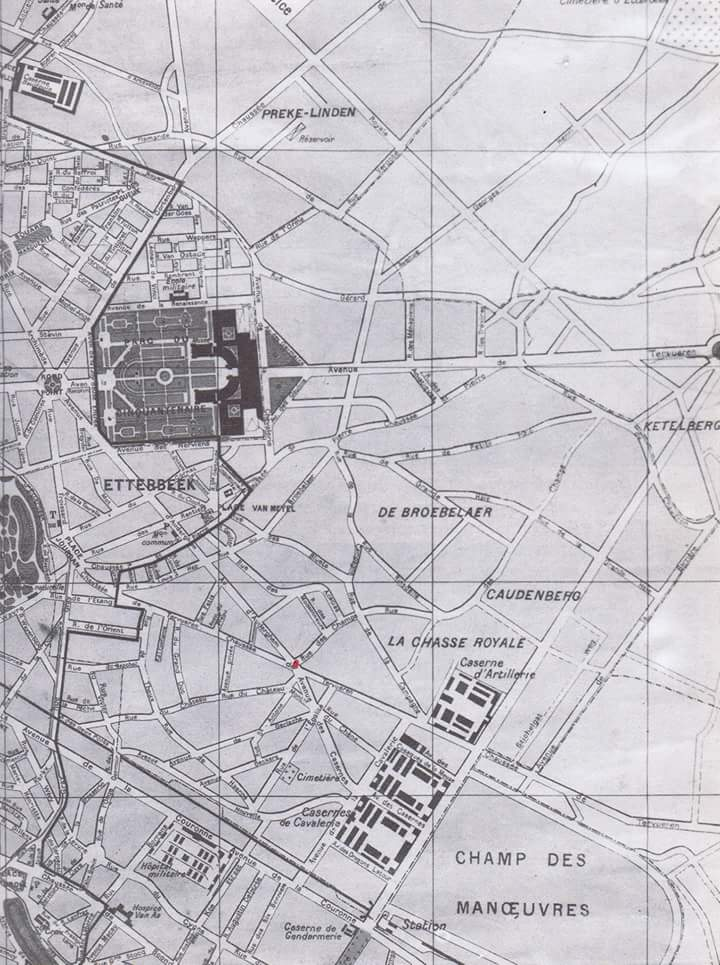
Etterbeek en 1898.

Lors de la réorganisation qui suivra la Révolution française de 1789, la baronnie deviendra commune au sein du canton de Woluwe-Saint-Étienne. La première maison communale est abritée jusqu'en 1862 dans l'ancien auberge Le Morian. En 1804 la commune d'Etterbeek compte 1 245 habitants. Albert-Joseph Hap en devient Maire, nommé par Napoléon Bonaparte.
Le XIXe siècle voit la progressive industrialisation de l'ancien hameau rural, avec l'implantation de briqueteries, tanneries et blanchisseries. Parmi les plus importantes fabriques se trouvaient une tannerie et une brasserie installées en 1804 par l'ancien bourgmestre Albert-Joseph Hap dans sa propriété de plaisance de la vallée du Broebelaar (chaussée de Wavre 508) ainsi que la manufacture de coton Hanssens. L'agriculture maintient quand même la première place dans l'économie locale durant une grande partie jusque dans la seconde moitié du XIXe siècle.
À la suite de l'indépendance de la Belgique en 1830, André Lemort devient le premier bourgmestre d'Etterbeek. En 1831, la commune a 2 237 habitants et 500 maisons. Le futur sculpteur Constantin Meunier y naquit au no 172 de la chaussée d'Etterbeek, en plein quartier européen.
La saturation de la ville de Bruxelles pousse désormais plusieurs bourgeois à abandonner la capitale pour les faubourgs. Les bois d'Etterbeek (Me(l)sdaelbosch et Solbosch) ont déjà disparu, mais l'urbanisation ne débute qu'à la moitié du XIXe siècle, à la suite de l'aménagement du Quartier Léopold et à l'ouverture de la gare du Luxembourg et de l'avenue d'Auderghem du rond-point de la rue de la Loi vers la chaussée de Wavre.
En 1844, le Conseil communal décide de combler les grands étangs d'Etterbeek et de transformer le Maelbeek en égouts. L'actuelle rue de l'Étang ne sera tracée qu'en 1853. En 1849, la commune compte plus de 3 000 habitants et 590 maisons ; une épidémie de choléra fait 85 morts. En 1851, le jardin zoologique de Bruxelles est implanté dans l'actuel parc Léopold. Deux ans après, la Ville de Bruxelles annexe une partie du territoire d'Etterbeek (63 hectares), en vue de prolonger la rue de la Loi et d'étendre le quartier Léopold et le champ de manœuvres (parc du Cinquantenaire), tout en devant reconnaitre l'autonomie communale d'Etterbeek,.
C'est sous le règne de Léopold II que cette bourgade rurale se transforma en zone péri-urbaine puis urbaine, avec la réalisation de grands axes comme l'Avenue de Tervueren et le Boulevard Militaire (aujourd'hui Boulevard Saint-Michel) et de quartiers comme celui de la Place du Roi-Vainqueur. À cette époque où l'on prend conscience des dangers sanitaires dans les centres urbains, toute une partie de la bourgeoisie et de la noblesse  bruxelloise y déménage et avec elle, des institutions comme le collège jésuite Saint-Michel, inauguré en 1905.
En 1859, l'architecte et urbaniste Victor Besme, à peine 24 ans, devient Inspecteur-voyer de la Province de Brabant et travaillera selon les directives de Léopold II en vue de moderniser Bruxelles et ses environs. Il déclare qu'Etterbeek est « sur le point de prendre sa part d'action dans le processus d'urbanisation ». En 1861, Etterbeek est raccordée à un réseau de distribution de gaz ; démission du bourgmestre Louis Hap, remplacé par François-Louis Hap. En 1862, Joseph Vandersmissen devient bourgmestre et a l'honneur d'inaugurer la première Maison communale, avenue d'Auderghem.
En 1867 sur le plateau de Linthout on bâtit le château « Beckers », qui sera vendu plus tard au Baron Henri Dietrich, avant d'être abattu pour y construire l'école du Sacré-Cœur de Linthout, devenu aujourd'hui l'Académie de musique de Woluwe Saint-Lambert. En 1870, on aménage la rue du Clocher ainsi qu'un cimetière sur le site de l'ancien hôpital d'Etterbeek, plus tard siège du C.P.A.S. Le Plan général d'alignement des rues et des habitations d'Etterbeek (y inclus le tracé de l'avenue de la Chasse) est de 1871, et l'année suivante on rectifie la frontière sud de la commune, en prévision du tracé de l'avenue de Tervueren. Encore en 1872 démarre le service de deux tramways à chevaux qui relient la ville au rond point de la rue de la Loi ainsi qu'au jardin zoologique. Quelques années plus tard, le réseau sera étendu vers la Chasse Royale et la place Jourdan.
Entre 1875 et 1886 sont bâties les casernes le long du boulevard Militaire, actuels boulevard Louis Schmidt et boulevard Général Jacques : cavalerie, artillerie, arsenal, ainsi qu'une nouvelle plaine de manœuvres (site universitaire VUB-ULB). En 1876, Etterbeek dépasse le cap des 10 000 habitants et le premier bureau de poste est ouvert.
En 1880, le parc du Cinquantenaire est aménagé pour l'exposition du jubilé. La même année, le « Comité socialiste d'Etterbeek » est établi. La nouvelle église Sainte-Gertrude est bâtie et consacrée à côté de l'ancienne en 1885 selon les plans de l'architecte Gustave Hansotte, isolée au centre d'un nouveau square selon les idées urbanistiques de l'époque ; elle sera démolie en mai 1993 pour risque d'écroulement.
En 1889 se produit l'inondation catastrophique du Maelbeek, car la capacité des égouts était nettement insuffisante. L'année suivante, le notaire Félix Hap ouvre le Patronage Saint-Jean Berchmans.
En 1895, le réseau de distribution d'eau potable est généralisé dans toute la commune, tandis que l'ouverture de l'avenue de Tervuren donne naissance à une nouvelle vague d'urbanisation. En 1896, le marin et explorateur Adrien de Gerlache de Gomery s'installe dans la rue des Rentiers (actuelle rue Général Leman) ; en 1899, il reviendra d'une expédition en Antarctique, où lui et son équipage auront passé l'hiver, prisonniers des glaces avec son navire « La Belgica ».
Les rails sont installés en 1897 en Avenue d'Auderghem en vue d'accueillir la première ligne de tramways à Etterbeek. La même année le Parc du Cinquantenaire et le château de Tervueren accueillent l'Exposition universelle, ce qui donne l'occasion d'aménager l'avenue de Tervueren selon les plans de Victor Besme. Depuis 1899, tout Etterbeek est raccordé au réseau de distribution d'électricité.

### XXesiècle

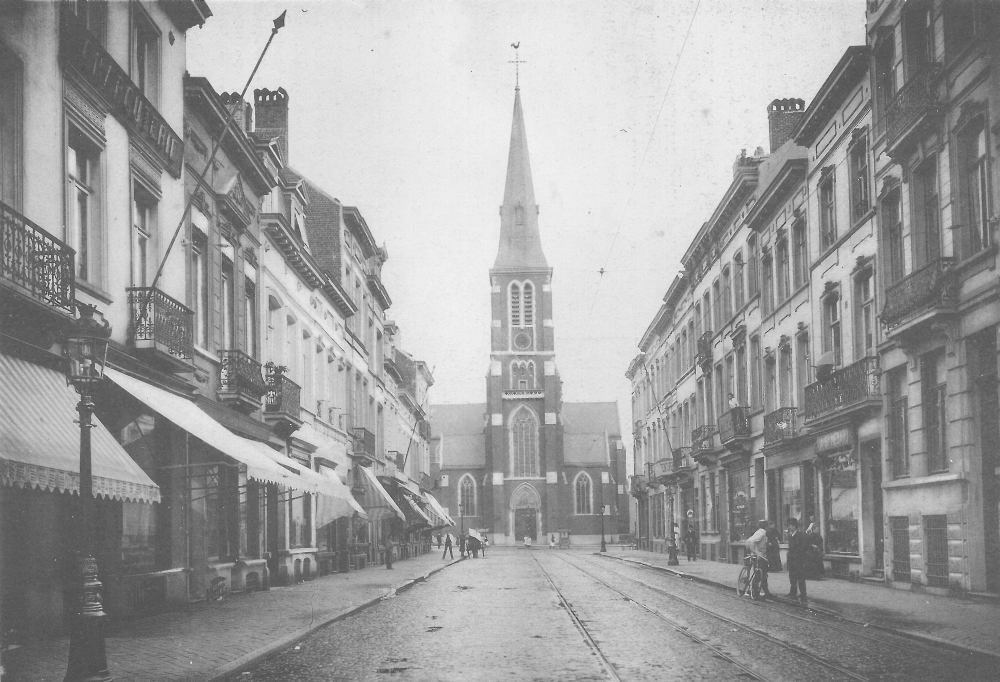
Église Sainte-Gertrude avant 1920.

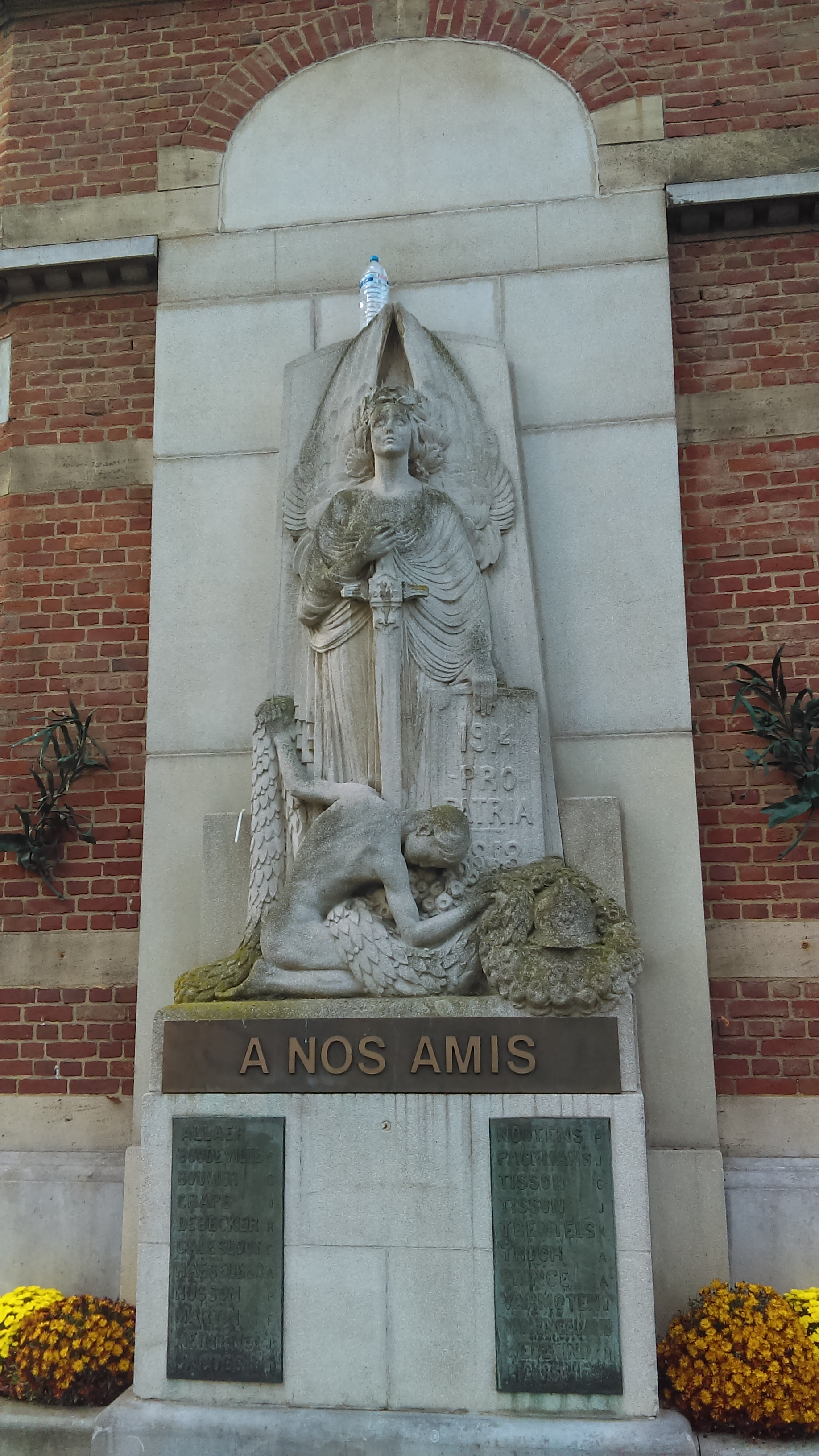
Monument à la grande guerre situé rue Van Gele.

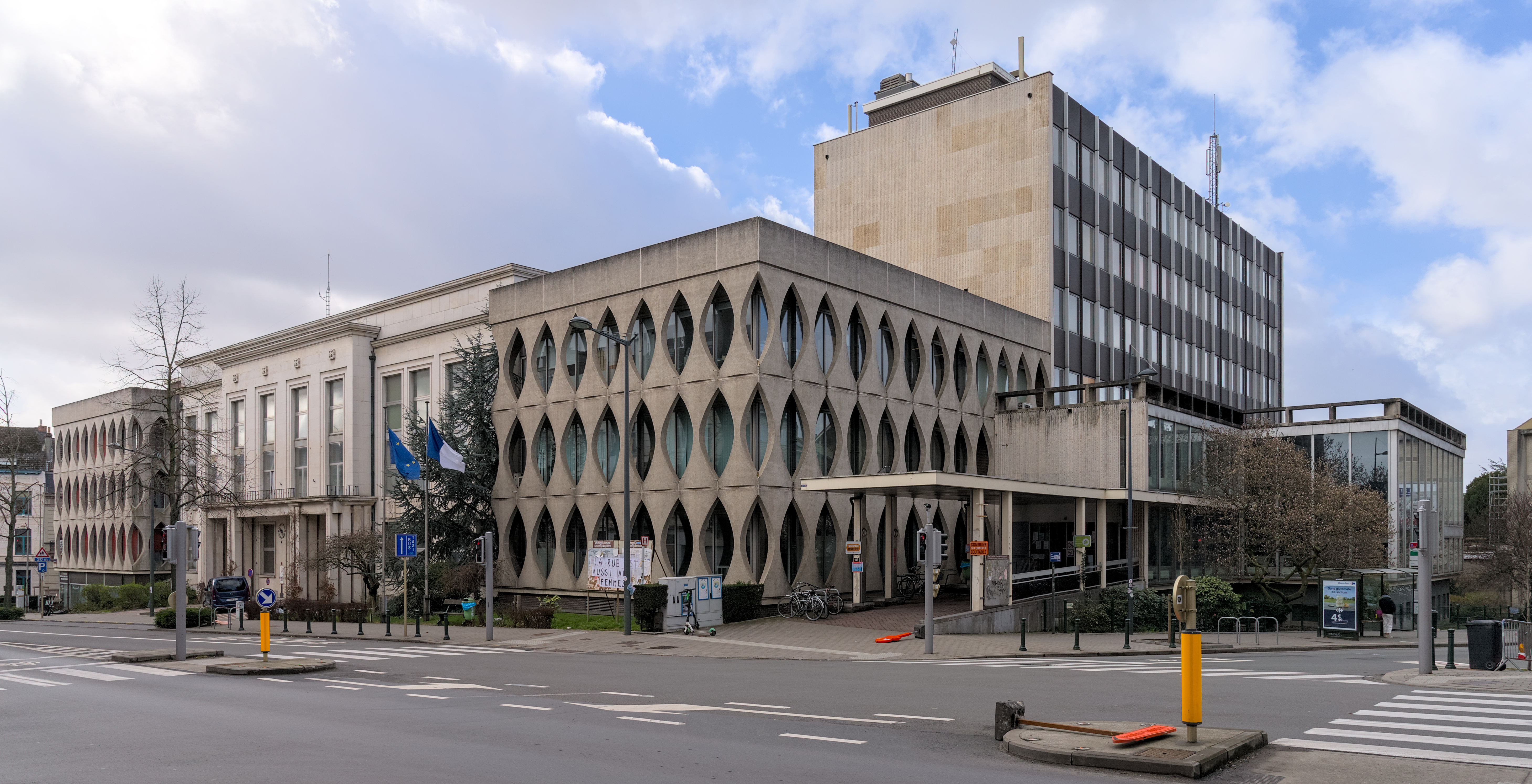
Ancienne maison communale d'Etterbeek (1978).

En 1900, Etterbeek compte 20 838 habitants, et la population est désormais majoritairement francophone. Dans la rue du Grand-Duc la famille Vanderveken exploite toujours la dernière ferme etterbeekoise. Le quartier de Linthout subit aussi une importante urbanisation. En 1901, la place Saint-Antoine est ouverte (la construction de l'église Saint-Antoine de Padoue, selon les plans des architectes Serneels et Cochaux, durera entre 1905 et 1935, notamment à cause de la Grande Guerre), et en 1902 la première ligne de tramway entre en service sur l'avenue d'Auderghem.
En 1905, le Collège Saint-Michel, construit d'après les plans des architectes Gellé et Prémont, ouvre ses portes aux premiers élèves. Une nouvelle inondation frappe Etterbeek en 1910, spécialement rue Gray et le long de la chaussée d'Etterbeek. En 1912, une gare de triage et de marchandises entre en fonction (en dessous de l'actuel boulevard Saint-Michel) et la construction, place Saint-Pierre, d'un bâtiment destiné à devenir la Justice de Paix démarre en 1914 (il sera ensuite affecté à l'Institut technique Ernest Richard, fondé en 1933, qui s'y installera en 1963).
Etterbeek est ensuite concerné par l'occupation allemande pendant la Grande Guerre. Le 12 octobre 1915, deux résistants, Philippe Baucq (35 ans) et Edith Cavell (50 ans), sont exécutés au Tir National à Schaerbeek. Baucq, architecte etterbekois, ancien élève de l'Institut Saint-Stanislas, aidait les soldats blessés et cachés à l'exfiltrer vers les Pays-Bas, il distribuait aussi le journal clandestin « La Libre Belgique ». Le 24 janvier 1917, le pilote etterbeekois Edmond Thieffry devient un héros national en survolant Bruxelles occupée.
En 1921 sortent la révision du plan d'alignement des rues et des habitations, l'urbanisation du quartier Rinsdelle et la mise en chantier du projet de la place du Roi Vainqueur. En 1922, la Société de Logements sociaux « Le Foyer Etterbeekois » demande le permis de bâtir pour la cité-jardin « Coquilhat » un ensemble de 92 habitations ouvrières destinées à la vente et situées dans de petites rues en courbe.
En 1925 les inondations du Maelbeek occasionnent des dégâts matériels considérables. En 1928 est inaugurée l'église Notre-Dame du Sacré-Cœur (carrefour Pervyse-Tervaete). L'année suivante l'Hôtel particulier « Bosman », au no 2 de l'avenue de Tervueren, sera rayé de la carte pour faire place à la construction d'un immeuble qui abrite notamment l'ambassade du Canada.
En 1933, Etterbeek compte 45 328 habitants et en 1936 la place du Roi Vainqueur est inaugurée, alors qu'elle est inachevée, selon les plans de l'architecte Paul Posno.
En 1940, le bourgmestre Louis Schmidt refuse de collaborer avec les nazis et est considéré comme résistant. Vu l'importance du personnage, il n'est pas exécuté mais emprisonné en Allemagne, où il meurt en 1945, à Breslau.
En 1958, le nouvel Hôtel communal, avenue d'Auderghem, est inauguré au même emplacement que le précédent (le bâtiment central actuel), grâce aux subsides octroyés dans le cadre de l'Exposition universelle 1958. La même année la place du Roi Vainqueur est achevée et le nouveau cimetière, à Wezembeek-Oppem, est ouvert (toujours en service).
En 1963, le nombre d'habitants d'Etterbeek atteint son chiffre maximum, 52 806, pour ensuite diminuer constamment jusqu'en 1997.
Dans l'après-guerre, la question principale qui se pose pour Etterbeek, désormais totalement urbanisée, relève du renouvellement du « bas d'Etterbeek », les anciens quartiers souvent inondés par le Maelbeek et laissés aux classes sociales moins favorisées. La montée du trafic ainsi que la proximité, depuis les années 1950, des institutions européennes et nationales contribuèrent également à l'exode des résidents. Les premiers projets de réaménagement révélaient des tendances modernistes basées sur une stricte division des fonctions, sur la présence de buildings entre des espaces verts et sur la subordination des zones d'habitation à la circulation.
En 1970, un projet d'autoroute de pénétration urbaine, dit « du Maelbeek », fut heureusement abandonné à la suite de la lutte efficace de la Fédération des Comités du Maelbeek, et malgré la démolition de plusieurs maisons.
Dans les années 1970, Etterbeek établit aussi ses jumelages européens : avec la ville française de Fontenay-sous-Bois, en 1972 (dont les Jardins de Fontenay), et en 1977 avec la ville italienne de Forte dei Marmi, ville natale de la reine Paola (dont la place Forte dei Marmi). Un troisième jumelage s'établit en 1984 avec la municipalité de Beauport (depuis 2002 partie de la Ville de Québec), au Canada.
Depuis 1977, la commune intervient en achetant plus de cent maisons afin de réduire la pression spéculative. Le « bas d'Etterbeek » est rénové à partir de 1980 avec la rénovation d'îlots et la construction de nouveaux immeubles modernes.
Un nouvel Hôtel communal est mis en service en 1978 avec un véritable Centre administratif moderne, comprenant 9 niveaux de bureaux et 2 niveaux de parkings en sous-sol. Le bâtiment central (1958) a été conservé et abrite les services du Cabinet du Bourgmestre ainsi que la salle du Conseil communal. Le nouveau Commissariat de Police est inauguré en 1982, comprenant 4 niveaux de bureaux et un sous-sol pour l'entretien des véhicules.
Dans les années 1990, d'autres projets urbanistiques ambitieux sont à mener. D'une part, la démolition de la caserne Rolin et de ses infrastructures, assainissement du sous-sol, construction de bureaux et d'un ensemble d'habitations mixtes : logements sociaux pour la location, maisons et appartements à acheter. D'autre part, sur et autour de l'immense dalle en béton du Cours Saint-Michel, la construction d'immeubles de logements de luxe. Le nombre d'habitants a augmenté d'environ 3 000 citoyens. En 1993, l'église Sainte-Gertrude est démolie pour risque d'écroulement. En 1996, le toit de la piscine rue des Champs est incendié à la suite des travaux et le plafond s'écroule ; la piscine restera hors service jusqu'en 2002. Le nombre d'habitants atteint son minimum : 38 280. Le centenaire de l'avenue de Tervueren est fêté par les communes d'Etterbeek, Woluwe Saint-Pierre et Tervueren en 1997.

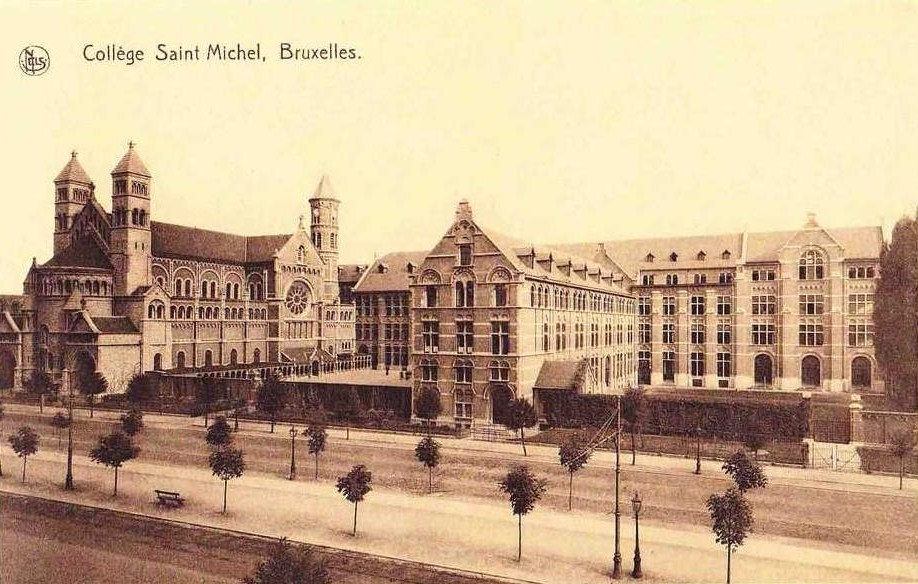
Collège Saint-Michel, 1912.
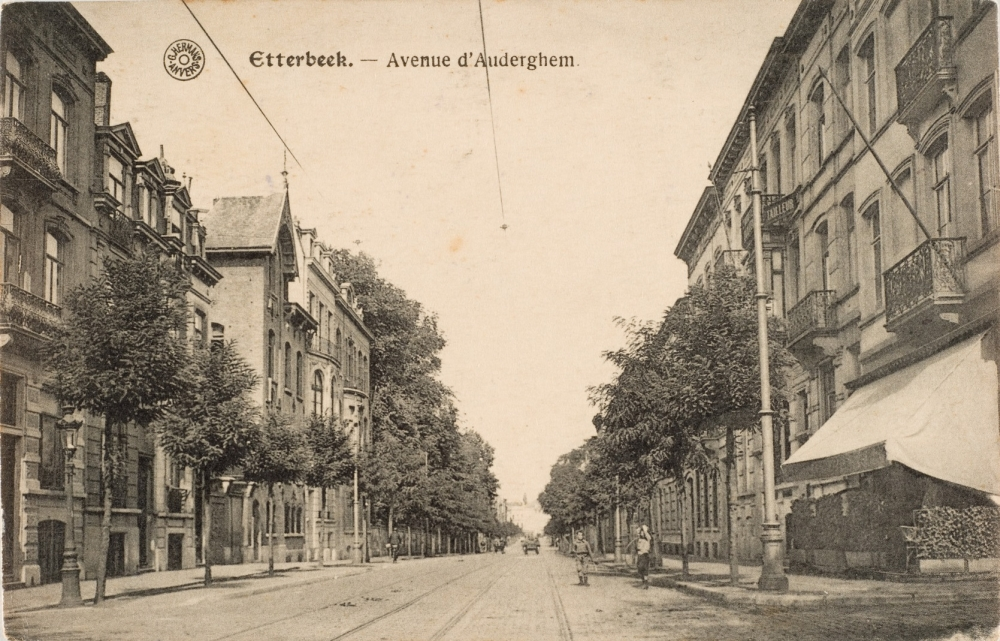
Avenue d'Auderghem avant 1920.
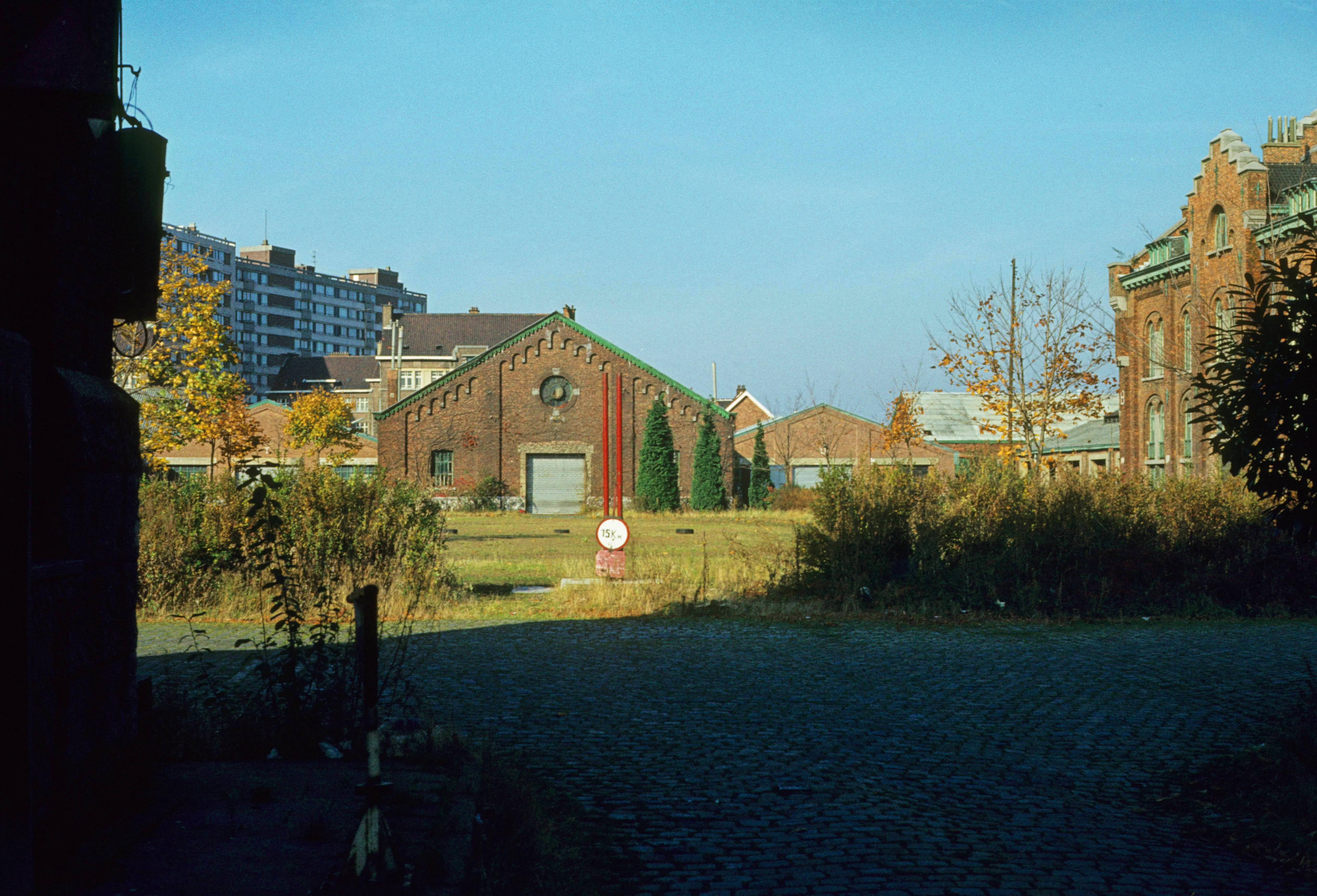
La caserne Rolin avant sa démolition (1980).
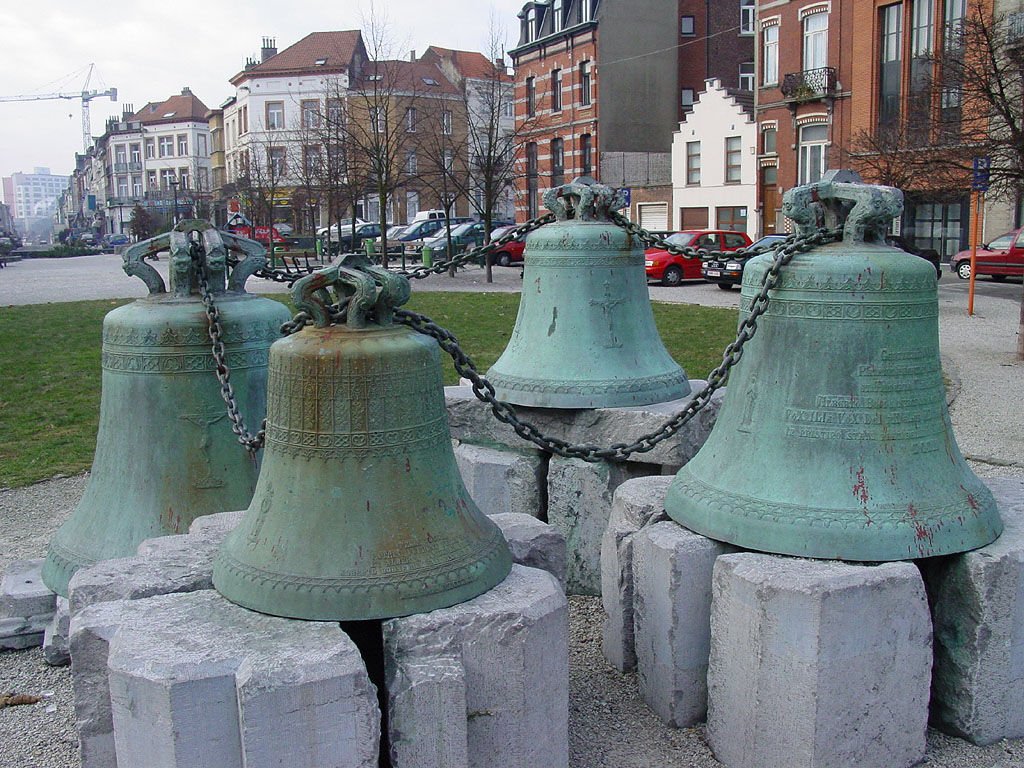
Les cloches de l'ancienne église Sainte-Gertrude.

### XXIesiècle
En 2010, le Conseil communal marque son accord sur les prémices d'un projet urbanistique de grande envergure, sur l'emplacement du C.P.A.S. (ancien hôpital pavillonnaire et home Jourdan). Il consiste en la construction d'un nouveau Centre administratif comprenant un Hôtel communal moderne, un commissariat de Police, le siège du C.P.A.S., des logements, des commerces et une zone verte.
Le nombre d’habitants frôle les 45 000 en 2011.
C'est ainsi qu'Etterbeek devint l'une des communes les plus huppées de la capitale. Sa réputation de commune chic, où les prix de l'immobilier sont élevés, fut renforcée ces dernières années par l'arrivée massive de fonctionnaires européens qui décidèrent d'y élire domicile. Si cette population aisée y trouve un cadre de vie agréable (espaces verts, calme, commerces, etc.), Etterbeek leur offre également une grande proximité avec les institutions européennes de Bruxelles.

## Héraldique
|  | La commune possède des armoiries qui lui ont été octroyées le 5 novembre 1913. Elles sont basées sur celles de l'Abbaye Sainte Gertrude à Nivelles qui avait beaucoup de possessions dans la région et qui possédait aussi l'église locale. Ces armoiries sont une combinaison des armoiries de France (fleur de lys) et d'Autriche (barre d'argent). Le motif du choix par l'abbaye n'est pas clair. Blasonnement : Parti au 1 d'azur semé de fleurs de lys d'argent, au 2 de gueules à une fasce d'argent. - Délibération communale : 8 mai 1911 - Arrêté de l'exécutif de la communauté : 5 novembre 1913 - Moniteur belge : 28 novembre 1913 Source du blasonnement : Heraldy of the World. |

## Politique

### Résultats des élections communales depuis 1976
| Partis                     | Partis         | Partis                       | 1976    | 1976    | 1982    | 1982    | 1988  | 1988  | 1994  | 1994  | 2000  | 2000  | 2006  | 2006  | 2012  | 2012  | 2018  | 2018  | 2024  | 2024  |
| Votes / Sièges             | Votes / Sièges | Votes / Sièges               | %       | 37      | %       | 35      | %     | 35    | %     | 33    | %     | 33    | %     | 35    | %     | 35    | %     | 35    | %     | 35    |
| -------------------------- | -------------- | ---------------------------- | ------- | ------- | ------- | ------- | ----- | ----- | ----- | ----- | ----- | ----- | ----- | ----- | ----- | ----- | ----- | ----- | ----- | ----- |
| Ecologistes                |                | Ecolo-Groen                  | -       |         | 6,32    | 1       | 8,00  | 2     | 9,04  | 2     | 21,99 | 8     | 16,81 | 6     | 16,98 | 6     | 27,84 | 11    | 21,38 | 8     |
| Socialistes                |                | PS-sp.a                      | 9,88    | 3       | 8       | 2       | -     |       | 9,32  | 3     | 12,55 | 4     | 13,03 | 4     | 13,39 | 5     | 12,39 | 4     | 11,99 | 4     |
| Extreme gauche             |                | Parti du travail de Belgique | -       |         | -       |         | -     |       | -     |       | -     |       | -     |       | -     |       | -     |       | 10,59 | 3     |
| Fédéralistes francophones  |                | DéFI                         | 55,67   | 25      | 46,19   | 19      | 23,59 | 10    | 16,25 | 6     | -     |       | -     |       | 9,96  | 3     | 9,07  | 2     | -     |       |
| Chrétiens-démocrates       |                | cdH/Les Engagés              | 12,22   | 4       | -       |         | 14,52 | 5     | 14,81 | 5     | 14,50 | 4     | 16,03 | 6     | 13,19 | 4     | 7,71  | 2     | 12,17 | 4     |
| Alliance PRL-PSC           |                | PRL-PSC                      | -       |         | 26,57   | 10      | -     |       | -     |       | -     |       | -     |       | -     |       | -     |       | -     |       |
| Libéraux                   |                | PRL                          | 8,27    | 3       | -       |         | 19,08 | 8     | 34,05 | 14    | -     |       | -     |       | -     |       | -     |       | -     |       |
| Libéraux                   |                | Liste Bourgmestre (MR)       | -       |         | -       |         | -     |       | 19,49 | 8     | -     |       | 44,71 | 17    | 47,97 | 19    | 42,01 | 17    | 37,84 | 16    |
| Nationalistes flamands     |                | VU-ID                        | -       |         | -       |         | -     |       | -     |       | 2,28  | 0     | -     |       | -     |       | -     |       | -     |       |
| Extrême droite flamande    |                | Vlaams Belang                | -       |         | -       |         | -     |       | -     |       | -     |       | 3,88  | 0     | -     |       | -     |       | -     |       |
| Extrême droite francophone |                | FN/FNB                       | -       |         | -       |         | -     |       | 8,81  | 2     | 3,12  | 0     | -     |       | -     |       | -     |       | -     |       |
|                            |                | KARTEL                       | 8,13    | 2       | 7,14    | 2       | 5,33  | 1     | 5,38  | 1     | -     |       | -     |       | -     |       | -     |       | -     |       |
|                            |                | ECE                          | -       |         | -       |         | 4,53  | 1     | -     |       | -     |       | -     |       | -     |       | -     |       | -     |       |
|                            |                | UDRT-RAD                     | -       |         | 5,24    | 1       | -     |       | -     |       | -     |       | -     |       | -     |       | -     |       | -     |       |
|                            |                | Autres(*)                    | 5,85    |         | 0,55    |         | 4,75  |       | 2,35  |       | 0,85  |       | 2,28  |       | 4,48  |       | 1,53  |       | -     |       |
|                            |                | Total des votes              | 29638   | 29638   | 23978   | 23978   | 21805 | 21805 | 18676 | 18676 | 18948 | 18948 | 19906 | 19906 | 18877 | 18877 | 19886 | 19886 | 18164 | 18164 |
|                            |                | Participation %              | inconnu | inconnu | inconnu | inconnu | 80,06 | 80,06 | 82,97 | 82,97 | 83,17 | 83,17 | 87,65 | 87,65 | 84,39 | 84,39 | 86,6  | 86,6  | 82,92 | 82,92 |
|                            |                | Votes blancs ou nuls %       | 4,38    | 4,38    | 4,51    | 4,51    | 5,82  | 5,82  | 4,2   | 4,2   | 5,62  | 5,62  | 4,20  | 4,20  | 5,13  | 5,13  | 5,70  | 5,70  | 5,25  | 5,25  |

 (*)1976:PTB,PCB,INTCOM 1982:PTB,MS 1988:EVA,PTB,NOEL,L17,ET 1994:MERCI,PLUS,LFB,PTB 2000: PTB+ 2006:Etterbeek Mon Village 2012: Etterbeek Mon Village,Gauche 2018 : VOLT BE
| Collège communal  |                         |                             |
| ----------------- | ----------------------- | --------------------------- |
| Bourgmestre       | Vincent De Wolf         | MR - Liste du Bourgmestre   |
| 1er Échevin       | Patrick Lenaers         | MR - Liste du Bourgmestre   |
| 2e Échevin        | Rachid Madrane          | PS - PS-Vooruit             |
| 3e Échevin        | Frank Van Bockstal      | CD&V - Liste du Bourgmestre |
| 4e Échevine       | Colette Njomgang Fonkeu | PS - PS-Vooruit             |
| 5e Échevine       | Maryam Matin Far        | MR - Liste du Bourgmestre   |
| 6e Échevin        | André Du Bus            | Les Engagés                 |
| 7e Échevine       | Aziz Es                 | MR - Liste du Bourgmestre   |
| Président du CPAS | Arnaud Van Praet        | MR - Liste du Bourgmestre   |

### Bourgmestres
Liste des bourgmestres d'Etterbeek depuis l'indépendance Belge :
| Nom                   | Date de début | Date de fin | Durée  | Parti | Parti |
| --------------------- | ------------- | ----------- | ------ | ----- | ----- |
| André Lemort          | 1830          | 1836        | 6 ans  |       |       |
| Cammaerts             | 1836          | 1861        | 25 ans |       |       |
| François-Louis Hap    | 1861          | 1861        | 1 an   |       |       |
| Joseph Vandermissen   | 1861          | 1866        | 5 ans  |       |       |
| Charles De Buck       | 1866          | 1869        | 3 ans  |       |       |
| Pierre Hap            | 1869          | 1872        | 3 ans  |       |       |
| Louis-Edmond Lacomblé | 1872          | 1884        | 12 ans |       |       |
| Edmond Mesens         | 1884          | 1899        | 15 ans |       | PC    |
| Nestor Plissart       | 1899          | 1907        | 8 ans  |       |       |
| Edmond Mesens         | 1907          | 1918        | 11 ans |       | PC    |
| Eugène Godaux         | 1918          | 1924        | 6 ans  |       |       |
| Paul Plissart         | 1924          | 1932        | 8 ans  |       |       |
| Louis Schmidt         | 1932          | 1944        | 12 ans |       |       |
| René Piret            | 1944          | 1971        | 27 ans |       |       |
| Léon Defosset         | 1971          | 1992        | 21 ans |       | PS    |
| Vincent De Wolf       | 1992          | En cours    | 31 ans |       | MR    |

## Démographie

### Évolution de la population
| Année | Habitants | Index |
| ----- | --------- | ----- |
| 1830  | 2 213     | 100   |
| 1846  | 3 084     | 139   |
| 1856  | 2 893     | 131   |
| 1866  | 4 611     | 208   |
| 1876  | 10 014    | 453   |
| 1880  | 11 753    | 531   |
| 1890  | 17 735    | 801   |
| 1900  | 20 838    | 942   |
| 1910  | 33 227    | 1501  |
| 1920  | 39 813    | 1799  |
| 1930  | 45 328    | 2 048 |
| 1947  | 50 040    | 2 261 |
| 1961  | 52 837    | 2 388 |
| 1970  | 51 030    | 2 306 |
| 1980  | 46 650    | 2 108 |
| 1990  | 39 641    | 1 791 |
| 2000  | 39 404    | 1 781 |
| 2010  | 44 352    | 2 004 |
| 2017  | 47 414    | 2 143 |
| 2018  | 47 786    | 2 159 |
| 2019  | 48 008    | 2 169 |
| 2020  | 48 194    | 2 178 |
| 2021  | 47 962    | 2 167 |
| 2022  | 48 223    | 2 179 |
| 2023  | 49 215    | 2 224 |
| 2024  | 49 775    | 2 249 |

### Graphe de l'évolution de la population de la commune
- Source : DGS - Remarque : 1806 jusqu'à 1981 = recensement ; depuis 1990, nombre d'habitants chaque 1er janvier

### Population étrangère
| Nationalité                                           | Population |
| France                                                | 4 229      |
| Italie                                                | 2 969      |
| Espagne                                               | 2 014      |
| Pologne                                               | 1 446      |
| Roumanie                                              | 1 357      |
| Allemagne                                             | 1 060      |
| Portugal                                              | 1 027      |
| Inde                                                  | 981        |
| Grèce                                                 | 914        |
| Ukraine                                               | 730        |
| Source : IBSA Brussels, chiffres au 1er janvier 2024. |            |

## Lieux culturels
- Le Bouche à oreille[15]
- Centre culturel Léopold Sédar Senghor (Espace Senghor)
- Centre culturel Maalbeek
- Maison de jeune La Clef
- Maison de jeune Samarcande
- Bibliothèque-médiathèque Hergé
- Bibliothèque publique Notre-Dame
- Bibliothèque Culture et loisirs
- Bibliothèque néerlandophone
- Église Notre-Dame du Sacré-Cœur (rue de Tervaete)
- Église Saint-Antoine de Padoue (place Saint-Antoine)
- Théâtre Saint-Michel
- Théâtre Yvan Baudouin-Lesly Bunton
- L'Arrière-Scène, café-théâtre
- L'Atelier 210, salle de spectacle polyvalente (théâtre, musique, danse, etc.)
- Albert hall - Roseland, salle de spectacle
- Ateliers du maître verrier Pierre Majerus (vitraux)
- Fonderie Hap (bronze)
- La Fondation René Carcan (gravure)

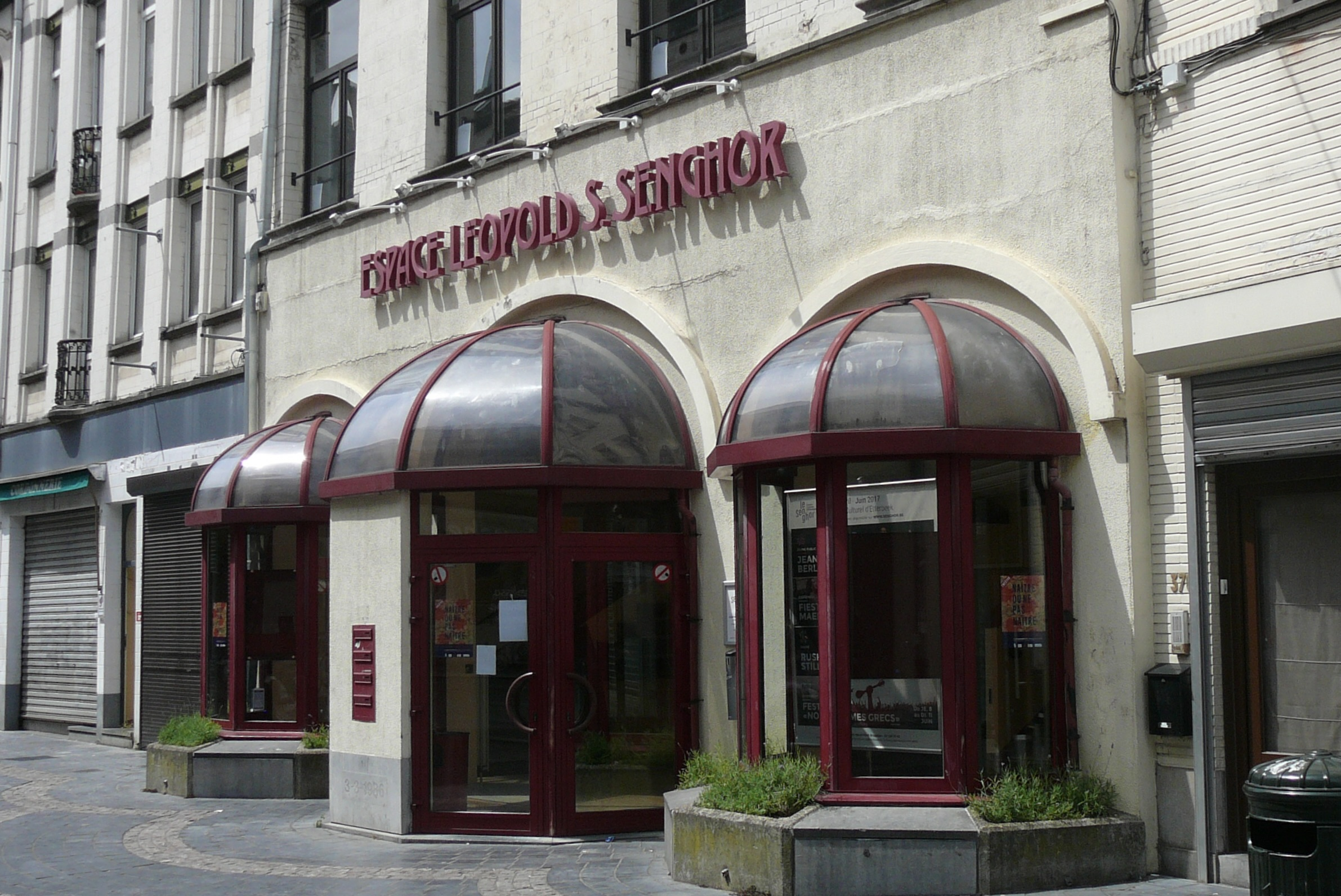
Espace Léopold Sédar Senghor
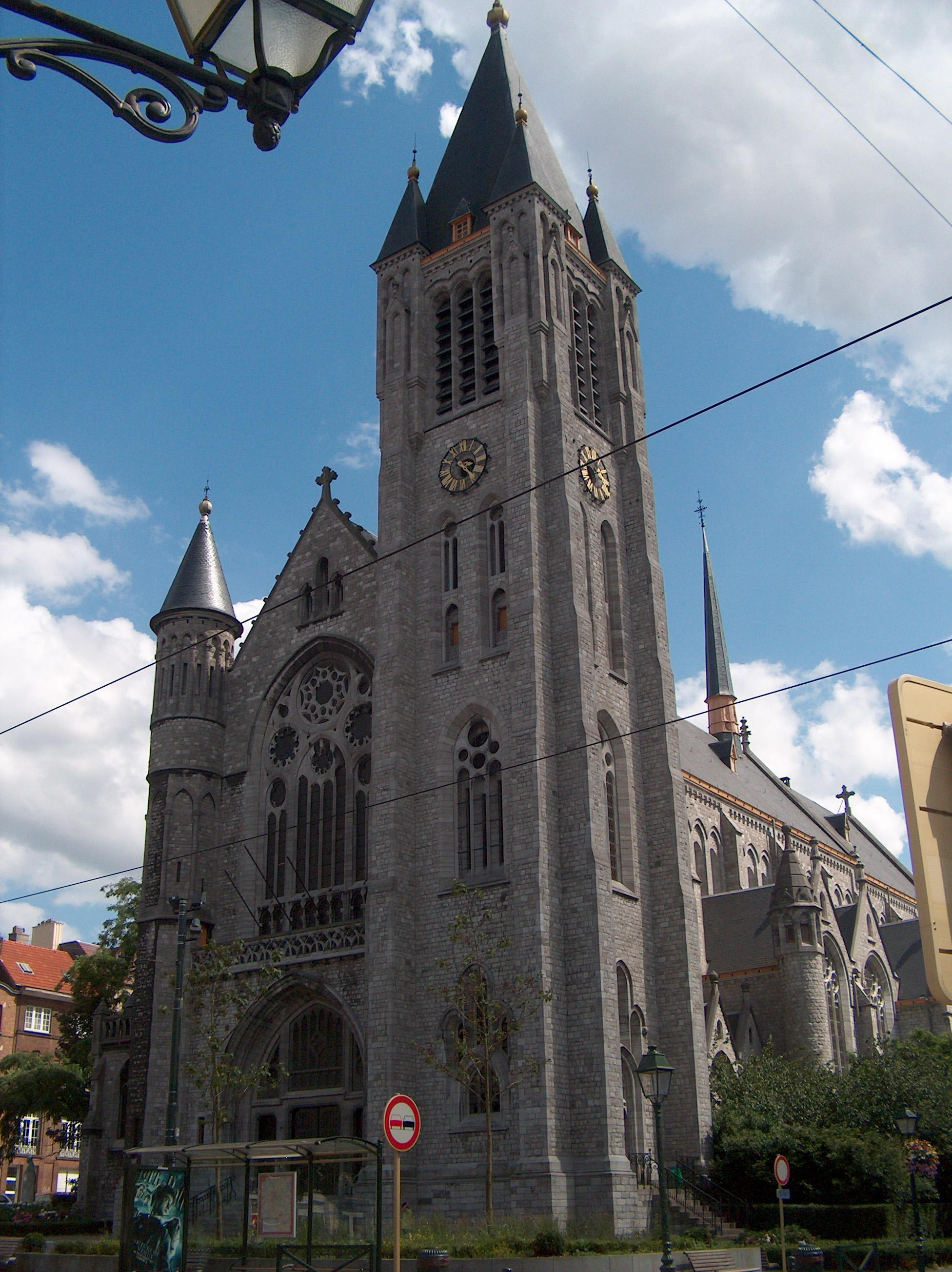
Eglise Saint-Antoine, place Saint-Antoine

### Enseignement
- Collège Saint-Michel (Boulevard Saint-Michel)
- Institut Saint Stanislas (Avenue des Nerviens)
- Institut Saint-Joseph[16]
- Centre d'Enseignement Secondaire Ernest Richard (place Saint-Pierre)
- Académie d’art plastique Constantin Meunier
- Académie d'art plastique néerlandophone[17]
- Koninklijk Atheneum Etterbeek (néerlandophone)
- Athénée royal André Vésale
- Athénée royal Jean Absil
- Académie de musique Jean Absil
- Centre belge du vitrail Pierre Majerus (avenue de la Chasse)
- École Agnès School (Rue Louis Hap 143)
- Complexe scolaire La Farandole & Les Marronniers - école fondamentale (maternelle et primaire)
- Institut Sainte-Anne (rue du Fort de Boncelles 8) - école fondamentale (maternelle et primaire)

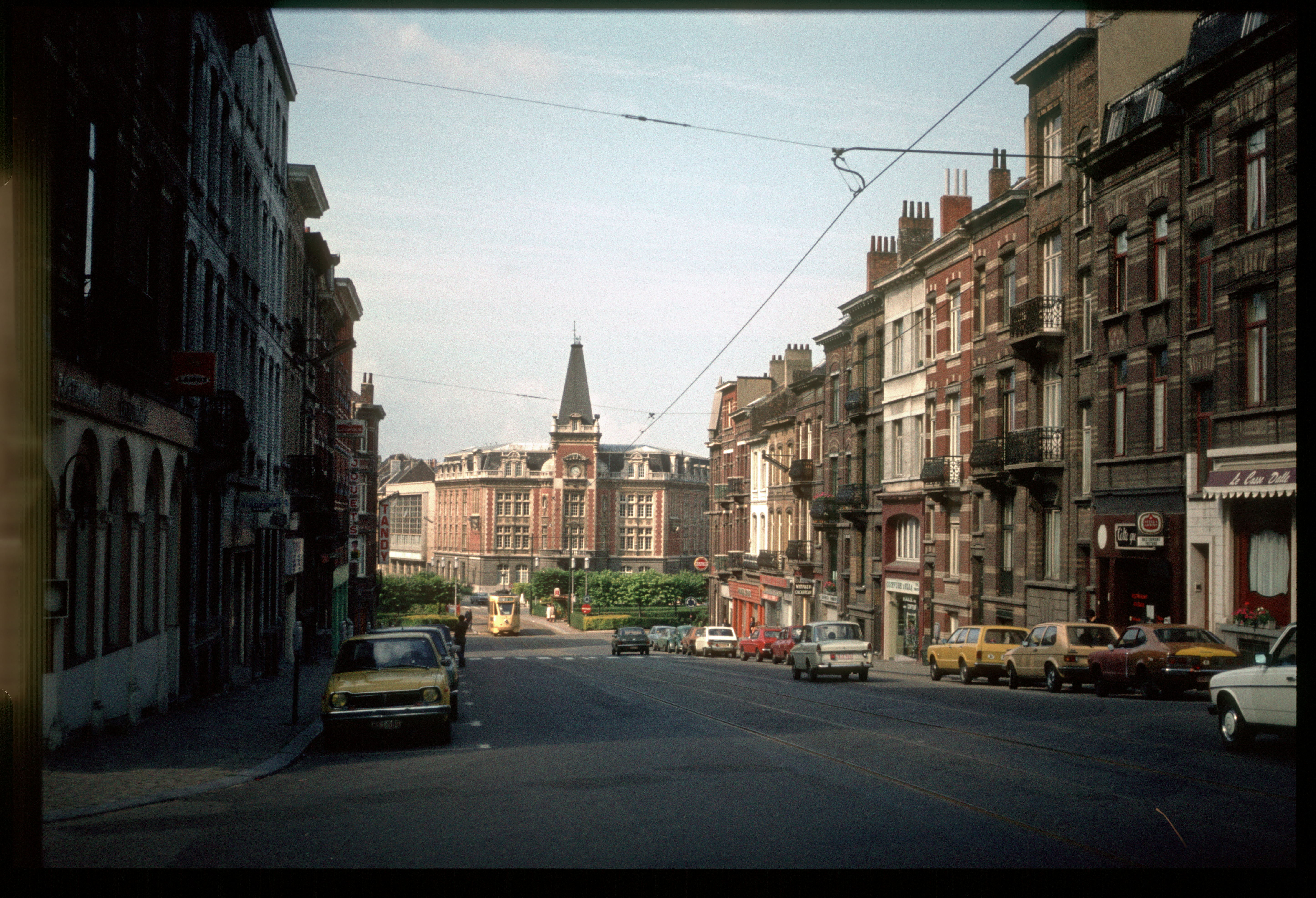
Centre d'Enseignement Secondaire Ernest Richard (1980)
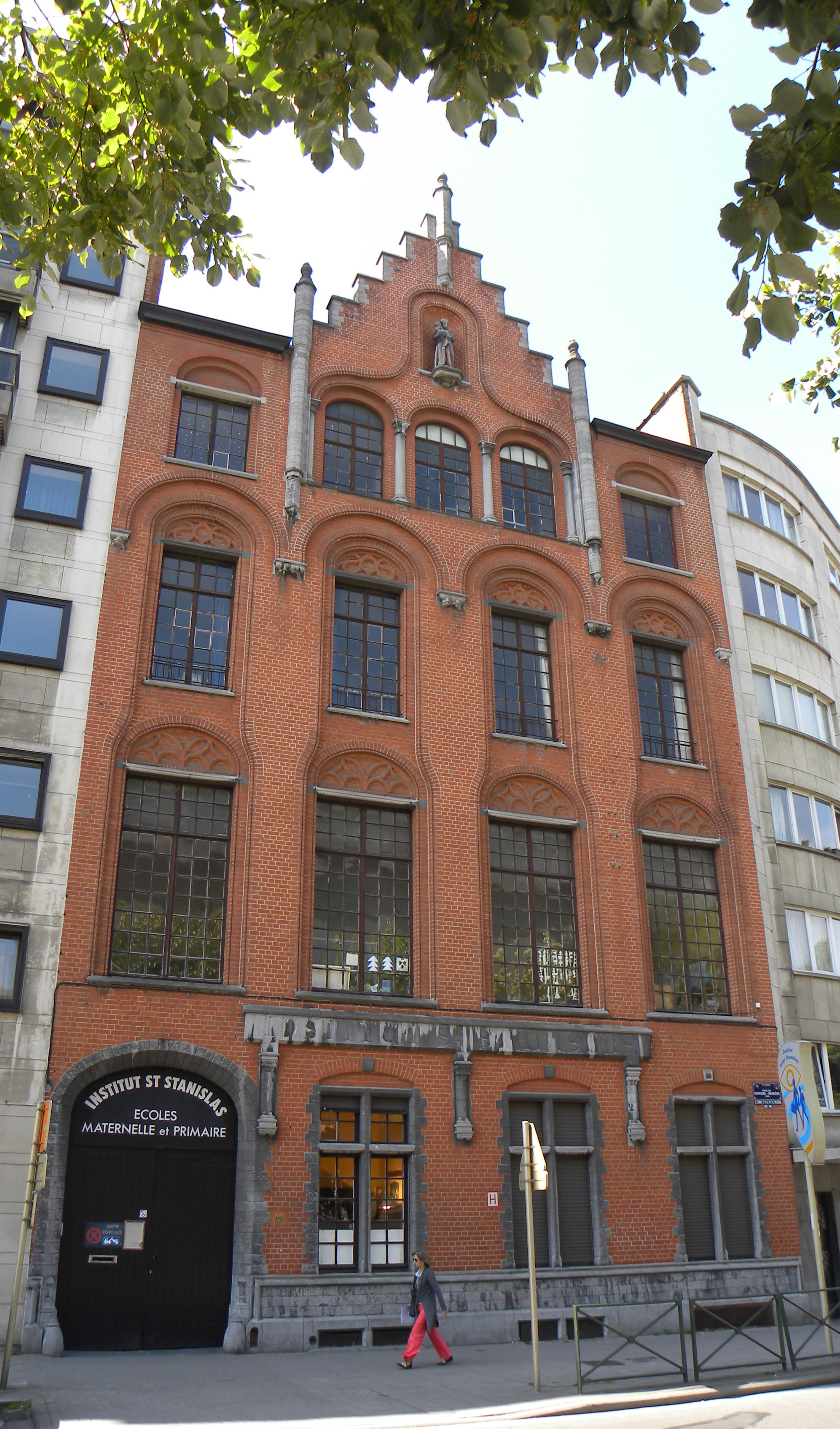
Institut Saint Stanislas
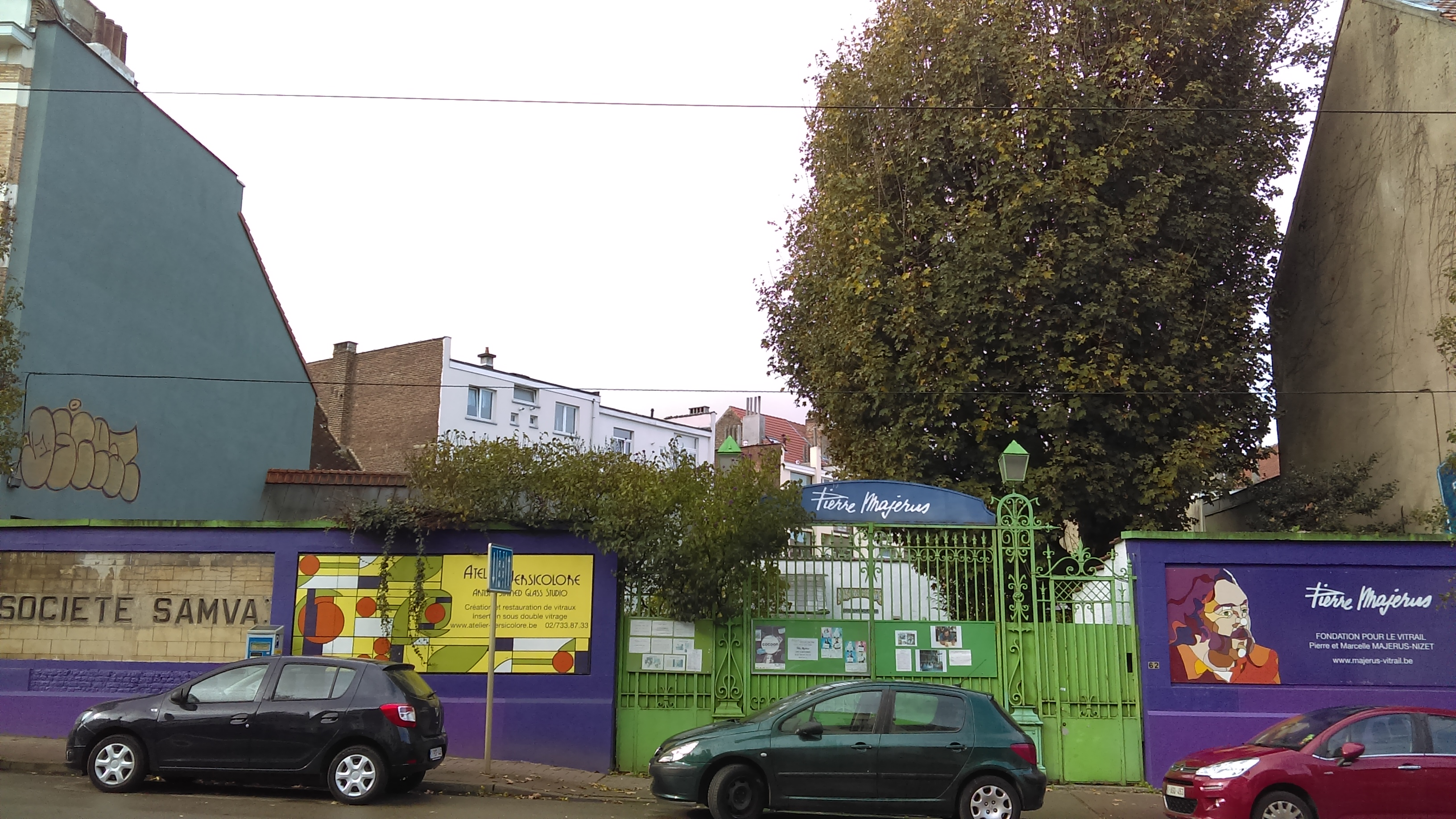
Atelier de vitrail Pierre Majérus

## Principaux espaces verts à Etterbeek
- Le Jardin Jean-Félix Hap
- Le parc de Fontenay-sous-Bois

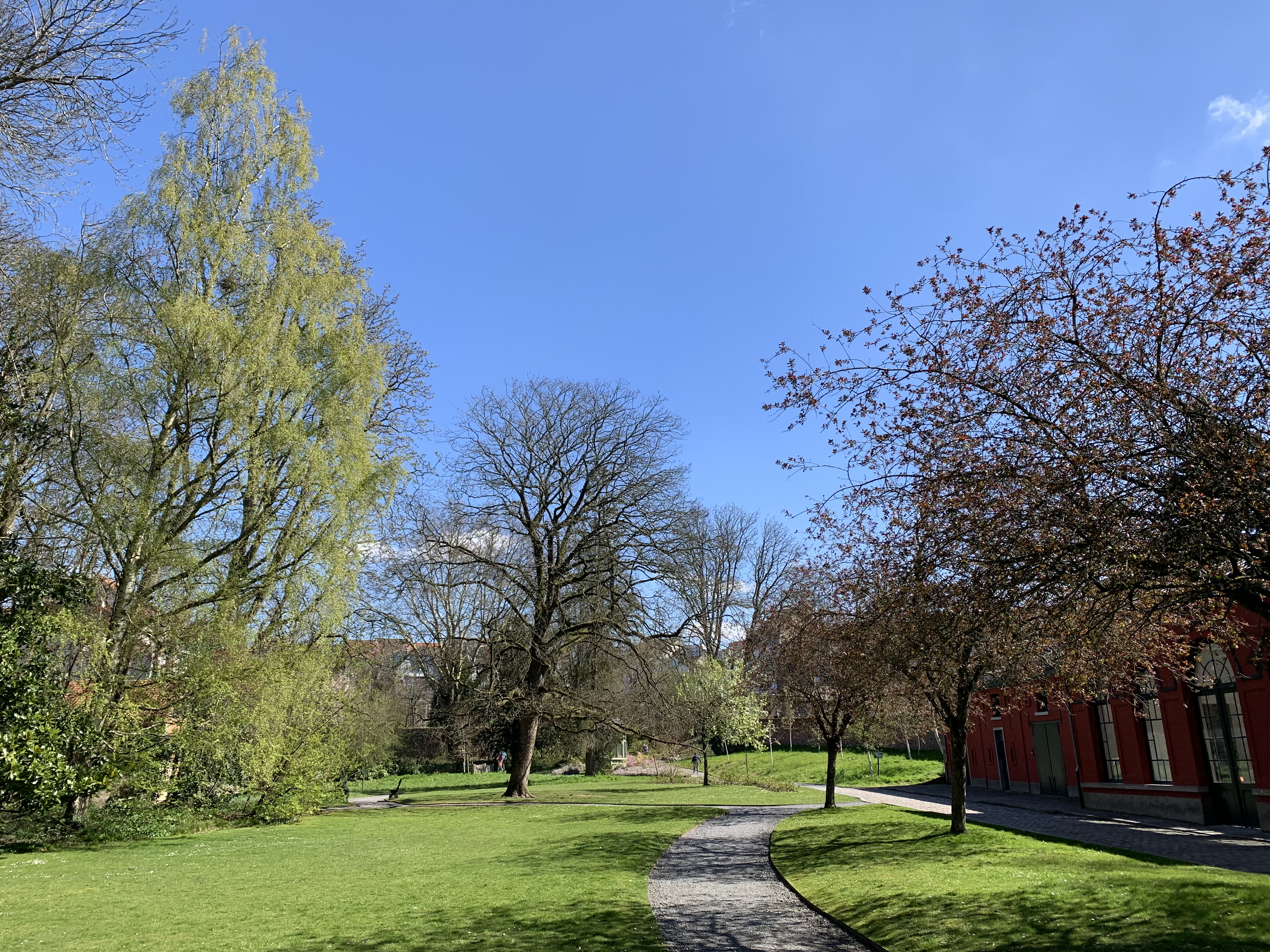
Le jardin Jean-Félix Hap

- Le parc du « Paradis des Enfants »
- Le parc « I.N.G. »
- Parc de la Cité Jouët-Rey
- La place du Roi Vainqueur

En lisière de la commune :
- Le parc du Cinquantenaire
- Le parc Léopold

## Quelques Etterbeekois
De naissance ou d’adoption :

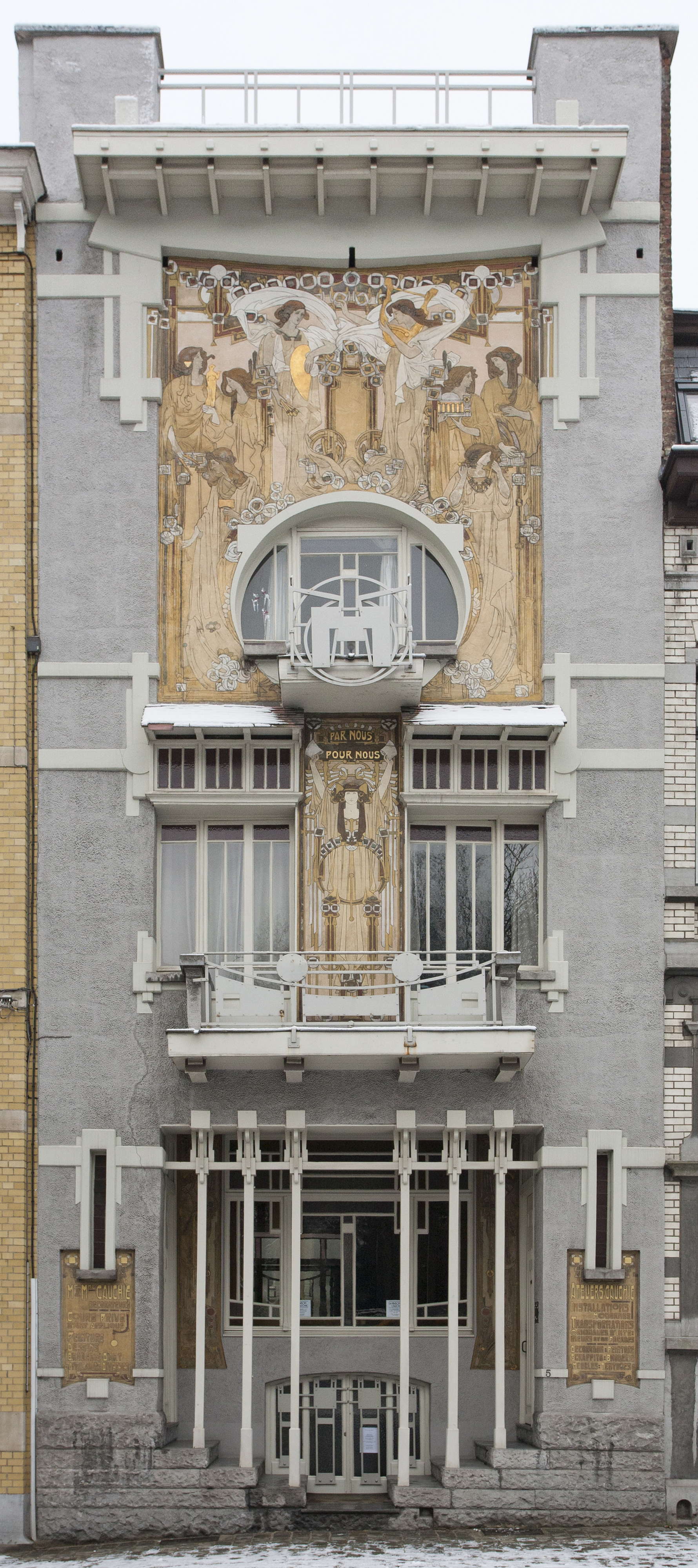
Maison Cauchie.

- Jan Van Etterbeke, tailleur de pierres, sculpteur[note 1].
- François Charette-Duval (1807-1895), peintre et aquarelliste
- William Brown (1814-1877), graveur
- Constantin Meunier (1831-1905), peintre et sculpteur
- Jean Massart (1865-1925), botaniste
- Adrien de Gerlache (1866-1934), navigateur, explorateur du continent antarctique
- Paul Cauchie (1875-1952), architecte, artiste-peintre et décorateur
- Philippe Baucq (1880-1915), architecte et résistant 14-18
- Edmond Thieffry (1892-1929), aviateur
- Jean Absil (1893-1974), compositeur, directeur de l'Académie de musique d'Etterbeek
- Georges Remi, alias Hergé (1907-1983), auteur de bandes dessinées (Tintin, etc.)
- Jean Brachet (1909-1988), biochimiste
- Andrée Tainsy (1911-2004), actrice
- Joseph Wittebols (1912-1964), missionnaire au Congo, évêque de Wamba (1949), assassiné sous la rébellion Simba
- Jacques Vandievoet (1923-1993), dit Jacques Oriol, poète
- André Franquin (1924-1997), auteur de bandes dessinées (Gaston Lagaffe, Spirou et Fantasio, Modeste et Pompon)
- Jacques Servranckx (1928-2017), général français
- Évence-Arnold Dieudonnée Coppée (1929-2019), industriel belge
- Mireille Steinitz (1929-1942), morte en déportation à Auschwitz
- Jacques Van der Biest (1929-2016), prêtre catholique belge
- Giani Esposito (1930-1974), comédien, chanteur et poète
- Pierre Laroche, (1931-2014), acteur, réalisateur, scénariste et metteur en scène
- François Englert (1932-), physicien, Prix Nobel de physique 2013
- Lucien De Gieter (1932-), auteur de bandes dessinées connu pour la série Papyrus
- Stéphane Steeman (1933-2015), comédien, acteur, chanteur et scénariste belge
- Gérard Chaliand (1934-2025), géopolitologue et historien français
- Jean-Jacques Abrahams (1935-2015), avocat et analysant belge
- Éthel Groffier (1935-), juriste canadienne
- Lucie Spède (1936-2010), poétesse belge
- Michel Defgnée (1939-2005), poète belge
- Anne Richter (1939-2019), romancière belge
- Rivka Cohen (1939-), écrivaine belge, liée à la culture sépharade
- Simon Byl (1940-2018), philologue belge
- François Weyergans (1941-2019), écrivain
- Philippe de Spoelberch (1941-), botaniste, homme d'affaires belge
- Marie-Christine Schrijen (1941-2024), photographe française
- Christian Krekels (1942-), plasticien belge
- Jean-Baptiste Baronian (1942-), écrivain
- Roland Lethem (1942-), cinéaste
- Alexandre von Sivers (1943-), comédien
- Pierre Majerus (1943-1994), maître verrier, peintre et sculpteur
- Herman Van Rompuy (1947-), homme politique
- André Bialek (1947-), auteur-compositeur-interprète
- Georges Meurant (1948-2023), peintre et essayiste
- Antoine Compagnon (1950-), homme de lettres français, Académie française
- Chantal Akerman (1950-2015) cinéaste
- Françoise Nyssen (1951-), éditrice et femme politique
- Paul Couturiau (1952-), écrivain
- Robert Delathouwer (1953-), homme politique
- Anne Kellens (1954-), artiste-peintre et graveur
- Jean-Luc Fonck (1957-), chanteur (Sttellla) et humoriste
- Philippe Résimont (1962-), comédien
- Michel Ledent, alias Midam (1963-), auteur de bandes dessinées
- Amélie Nothomb (1966-), romancière
- Luc Terlinden (1968-), archevêque de l'archidiocèse de Malines-Bruxelles
- Rachid Madrane (1968-), homme politique et journaliste
- Jamal Ikazban (1970-), homme politique
- Lara Crokaert, alias Lara Fabian (1970-), chanteuse belgo-canadienne
- Richard Makela, alias Monsieur R (1975-), rappeur
- Peter De Keyzer (1975-), économiste
- Paul Van Haver, alias Stromae (1985-), auteur-compositeur-interprète
- Jérôme d'Ambrosio (1985-), pilote de Formule 1
- Florence Mendez (1987-), humoriste
- Youssef Boughanem (1989-) et Yassine Boughanem (1994-) champions du monde de Muay-thaï
- Antoine Vanackère (1994-), boxeur
- Charlotte Tison (1998-), joueuse au RSC Anderlecht (féminines)

## Accessibilité
La commune d'Etterbeek est desservie par le métro 1 et le métro 5. Elle est aussi desservie par les trams 7, 25 et 81 ainsi que par les bus       .

## Jumelages
La commune d'Etterbeek est jumelée avec quatre autres communes :
- Fontenay-sous-Bois (France) depuis 1972 ;
- Forte dei Marmi (Italie) depuis 1977 ;
- Beauport (Canada) depuis 1985 ;
- Essaouira (Maroc) depuis 2003.